# Мачар (мочвара)
Мачар (енгл. Machar Marshes) је мочварни предео у североисточном Јужном Судану у вилајету Горњи Нил. Захвата површину од око 6.500 до 8.700 км² у зависности од годишњег доба и падавина. Мочвара Мачар има три притоке, реке Мачар, Јабус, Дага и једну отоку Адар која се улива у Бели Нил са десне стране. У овим пределима доминирају са преко 60% високе траве и шуме са веома влажним и плављеним земљиштем.